# Bursera panamensis
Bursera panamensis là một loài thực vật có hoa trong họ Burseraceae. Loài này được Pittier mô tả khoa học đầu tiên năm 1921.